# Бекфорд, Уильям
Уильям Томас Бекфорд (англ. William Thomas Beckford; 1 октября 1760, Лондон — 2 мая 1844}}, Бат) — английский писатель, романист, автор готического романа «Ватек». Писал на английском и французском языках, художественный критик, известный собиратель и ценитель произведений средневекового искусства, один из идеологов и активный участник «готического возрождения» в архитектуре. Богатейший представитель третьего сословия конца XVIII века, член Британского парламента от Уэльса в 1784—1790 годах и от Хиндона в 1790—1795 и 1806—1820 годах.

## Биография
Уильям был сыном известного политика Уильяма Бекфорда Старшего и Марии Гамильтон, дочери достопочтенного Джорджа Гамильтона, представителя знатного шотландского рода Гамильтонов.
Его отец разбогател на колониальной торговле и дважды избирался лорд-мэром Лондона. Крестным отцом мальчика стал знаменитый государственный деятель Уильям Питт Старший. В возрасте десяти лет сын унаследовал состояние отца. Оно включало 1 миллион фунтов стерлингов наличными, поместья в Фонтхилле в Уилтшире (включая палладианский особняк Фонтхилл-Спленденс), несколько сахарных плантаций на Ямайке и около 3000 чернокожих рабов.

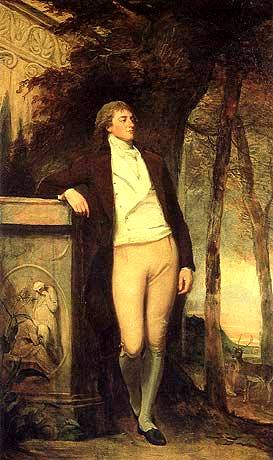
Дж. Ромни. Портрет У. Бекфорда. 1781—1782. Холст, масло. Национальный фонд, Великобритания

Это состояние позволило ему удовлетворить свой интерес к изобразительному искусству и архитектуре, а также к писательству, коллекционированию и всевозможным странностям, которыми он отличался до самой смерти. Пятилетним он встретился в Лондоне с Моцартом, они в четыре руки играли на фортепиано. Но его учитель рисования Александр Козенс оказал бо́льшее влияние.
5 мая 1783 года Бекфорд женился на леди Маргарет Гордон, дочери четвёртого графа Эбойна. Однако он был бисексуален, известны его романы с мужчинами и юношами. После того, как в обществе распространился слух о том, что он соблазнил несовершеннолетнего, в 1784 году Бекфорд выбрал добровольное изгнание. Он на время покинул Великобританию. Жена в 1786 году умерла при родах, оставив супругу двух дочерей.
Обучаясь у сэра Уильяма Чеймберса и Козенса, Бекфорд в 1782 году путешествовал по Италии и написал книгу о своих путешествиях: «Сны, мысли наяву и происшествия» (Dreams, Waking Thoughts and Incidents, 1783).
Но самым известным его произведением стала написанная по-французски волшебная сказка «Ватек» в модном тогда духе «восточных» страшных историй (1782, в английском переводе Сэмюэла Хенли издана в 1786 году); книгу читали многие и при этом её высоко оценили взыскательные знатоки, предисловие к её французскому переизданию написал Стефан Малларме. Бекфорд хвастался, что на написание книги ушло всего три дня и две ночи, хотя есть основания полагать, что это был долгий полёт воображения.
Другими основными произведениями были «Мемуары выдающихся художников» (Memoirs of Extraordinary Painters, 1780), сатирическое произведение, и «Письма из Италии с зарисовками Испании и Португалии» (Letters from Italy with Sketches of Spain and Portugal, 1834), с блестящими описаниями сцен и манер. В 1793 году Уильям Бекфорд посетил Португалию, где некоторое время жил, и завёл роман с молодым музыкантом по имени Грегорио Франки.
В 1796 году под псевдонимом «леди Харриэт Марлоу» была издана его пародийная книга «Современные романы, или Галантный поклонник» (Modern Novel Writing, or the Elegant Enthusiast). В том же году Бекфорд написал сатирический роман «Аземия» (Azemia: A Descriptive and Sentimental Novel) о злоключениях турчанки, привезённой в Англию и разлучённой со своим возлюбленным. Бекфорд опубликовл книгу в 1797 году, также под женским псевдонимом.
Слава Бекфорда в значительной степени зиждется на его эксцентричности. Занимаясь своими архитектурными и писательскими делами, он умудрился растратить своё состояние, которое, по оценкам его современников, давало ему доход в 100 000 фунтов стерлингов в год. Особенно дорого обошлась потеря одной из его ямайских сахарных плантаций. К моменту его смерти от его капитала осталось всего 80 000 фунтов стерлингов.

## Коллекция произведений искусства
Бекфорд был страстным и беспокойным коллекционером, который часто продавал свои сокровища, иногда позже выкупая их обратно. Его коллекция была примечательна множеством картин живописцев итальянского кватроченто, тогда мало собиравшихся и относительно недорогих. Несмотря на его интерес к романтическому средневековью, у него было сравнительно немного произведений средневекового искусства, большая часть относилась к эпохе Возрождения. Его также интересовали экзотические азиатские предметы, такие как резьба Великих Моголов по камню или знаменитая «Ваза Фонтхилл» (Fonthill Vase) из китайского фарфора Цзиндэчжэнь (1300—1340 гг. н. э.), украшенная металлической оправой (позднейшего происхождения), она была самым ранним предметом китайского фарфора, который, как было задокументировано, попал в Европу в 1338 году. Когда-то ваза принадлежала Уильяму Бекфорду Старшему (ныне находится в Национальном музее Ирландии).
Бекфорд избегал «классических мраморов» (античных статуй), которые обычно искали хорошо образованные английские коллекционеры, большую часть его коллекции составляла французская мебель и декоративно-прикладное искусство XVIII века, которые тогда стоили чрезвычайно дорого по сравнению с картинами.
Бекфорд был депутатом парламента в 1784—1793 и 1806—1820 годах. Состояние позволило ему приобрести в Лозанне гигантскую библиотеку историка Эдуарда Гиббона и заказать для своих коллекций постройку аббатства в Фонтхилле, графство Уилтшире, которое в «готическом духе» спроектировал по рисункам заказчика в 1807 году известный архитектор Джеймс Уайет. В своём поместье Бекфорд жил вдали от всех, тщательно оберегая своё одиночество.
К 1822 году Бекфорду стало не хватать средств и он был в долгах. Он выставил аббатство Фонтхилл на продажу. Аббатство с частью его коллекции было продано за 330 000 фунтов стерлингов Джону Фаркуару, который разбогател на продаже пороха в Индии.
В 1822 году Бекфорд продал запущенное родовое поместье и переселился в Бат, где другим модным архитектором Генри Гудриджем для него была выстроена башня, получившая впоследствии имя «Башня Бекфорда» (Beckford’s Tower).
Джон Фаркухар после приобретения Фонтхилла выставил на аукцион 1823 года произведения искусства и мебель. Сам Бекфорд и его зять, герцог Гамильтон, многое выкупили обратно, и намного дешевле, чем первая цена, которую заплатил Бекфорд, поскольку рынок был подавлен. То, что осталось от коллекции, сохранённой и дополненной в башне Лэнсдаун, фактически составлявшей вторую коллекцию, было унаследовано герцогами Гамильтон. Большая часть этого собрания снова была рассеяна на «распродаже Гамильтонского дворца» 1882 года, одной из крупнейших продаж столетия.
После смерти писатель был похоронен в кладбищенской земле лишь в 1848 году, а до того саркофаг с останками усопшего покоился, согласно его завещанию, на вершине кургана, специально возведённого в его владениях Лэнсдаун Крещент (англ.), — по обычаю вождей племени саксов, к потомкам которых он себя причислял.

## Галерея

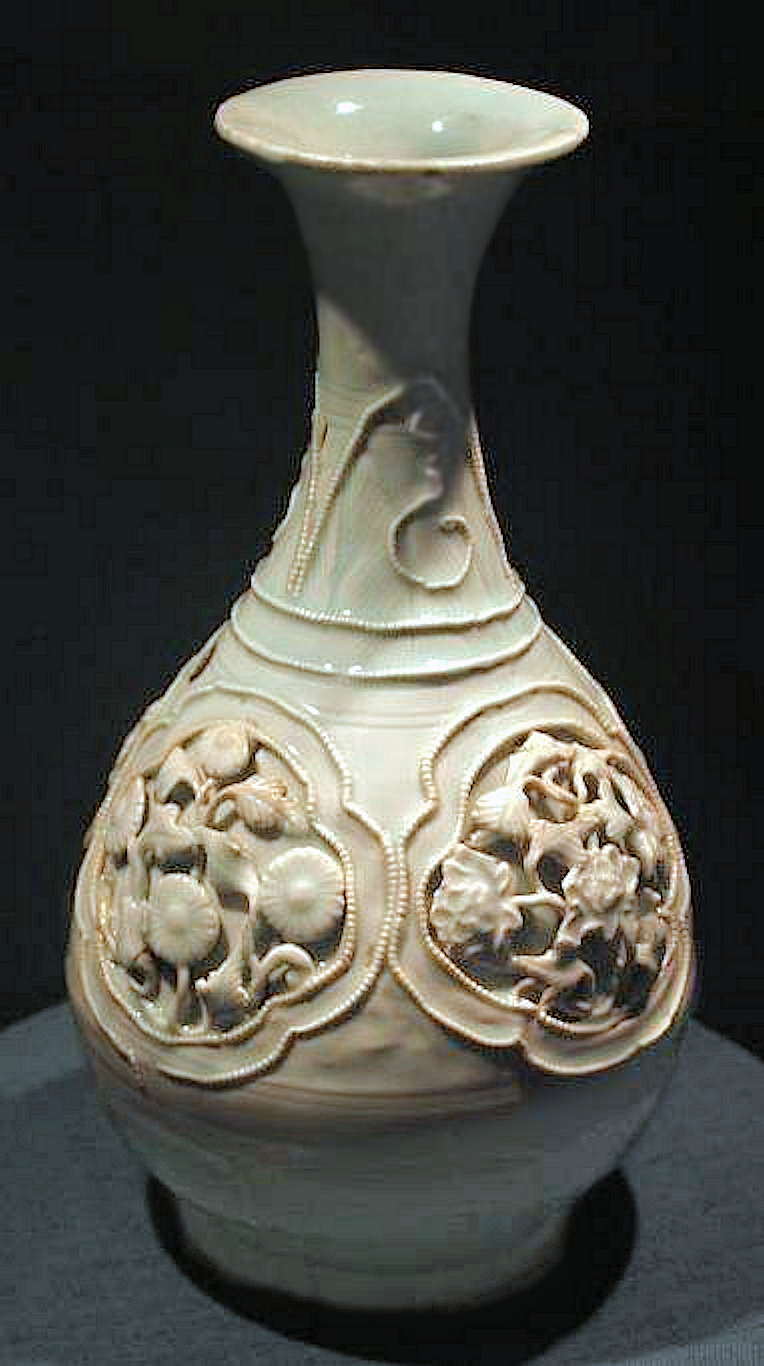
Ваза Фонтхилл. 1300–1340 гг. н. э. Китай. Фарфор. Национальный музей декоративного искусства, Дублин
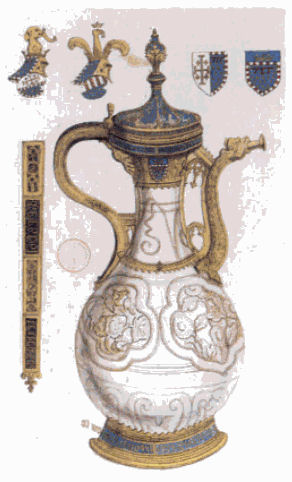
Ваза Фонтхилл с металлической оправой. Акварель. Иллюстрация из каталога (с гербами короля Луи I Венгерского). 1713
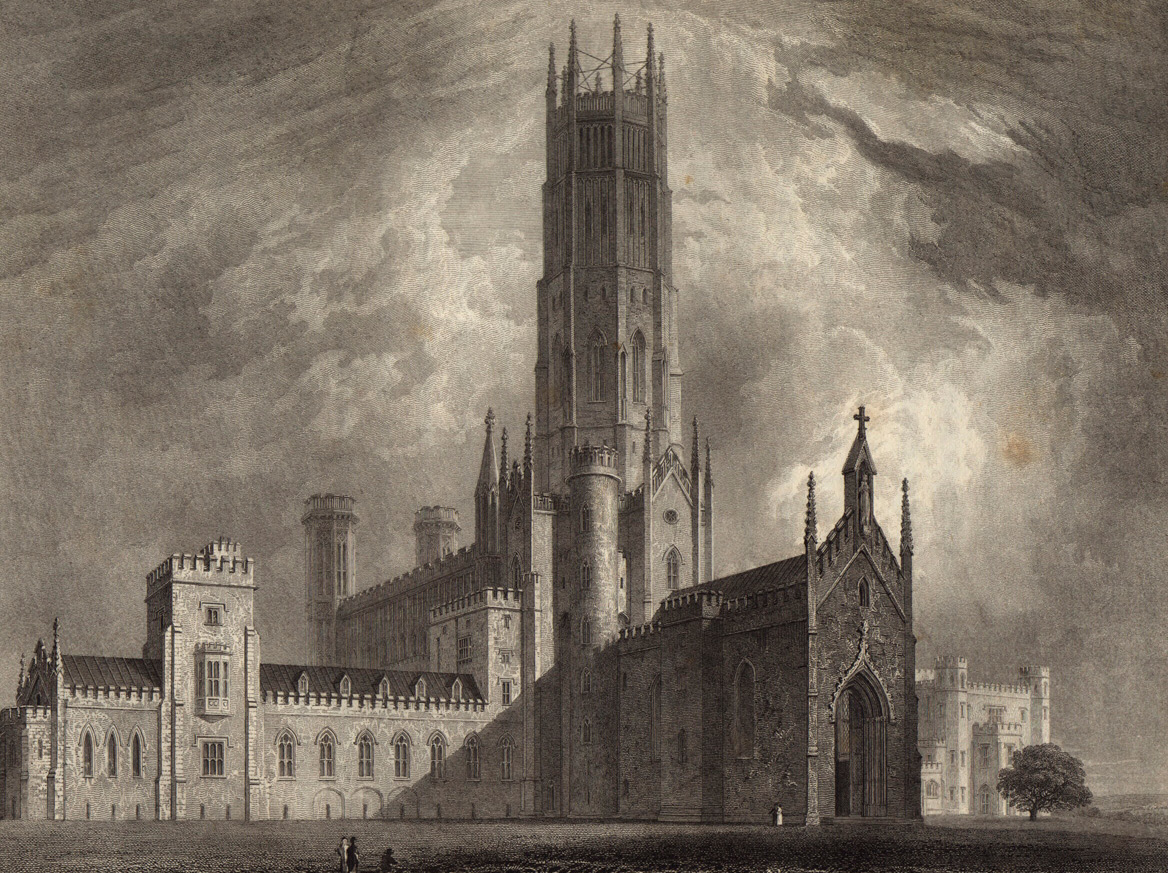
Аббатство Фонтхилл. Гравюра 1823 года
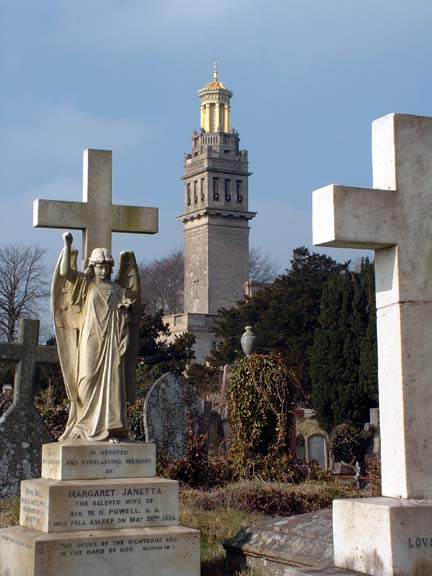
Башня Бекфорда. 1822. Архитектор Г. Гудридж. Бат, Англия
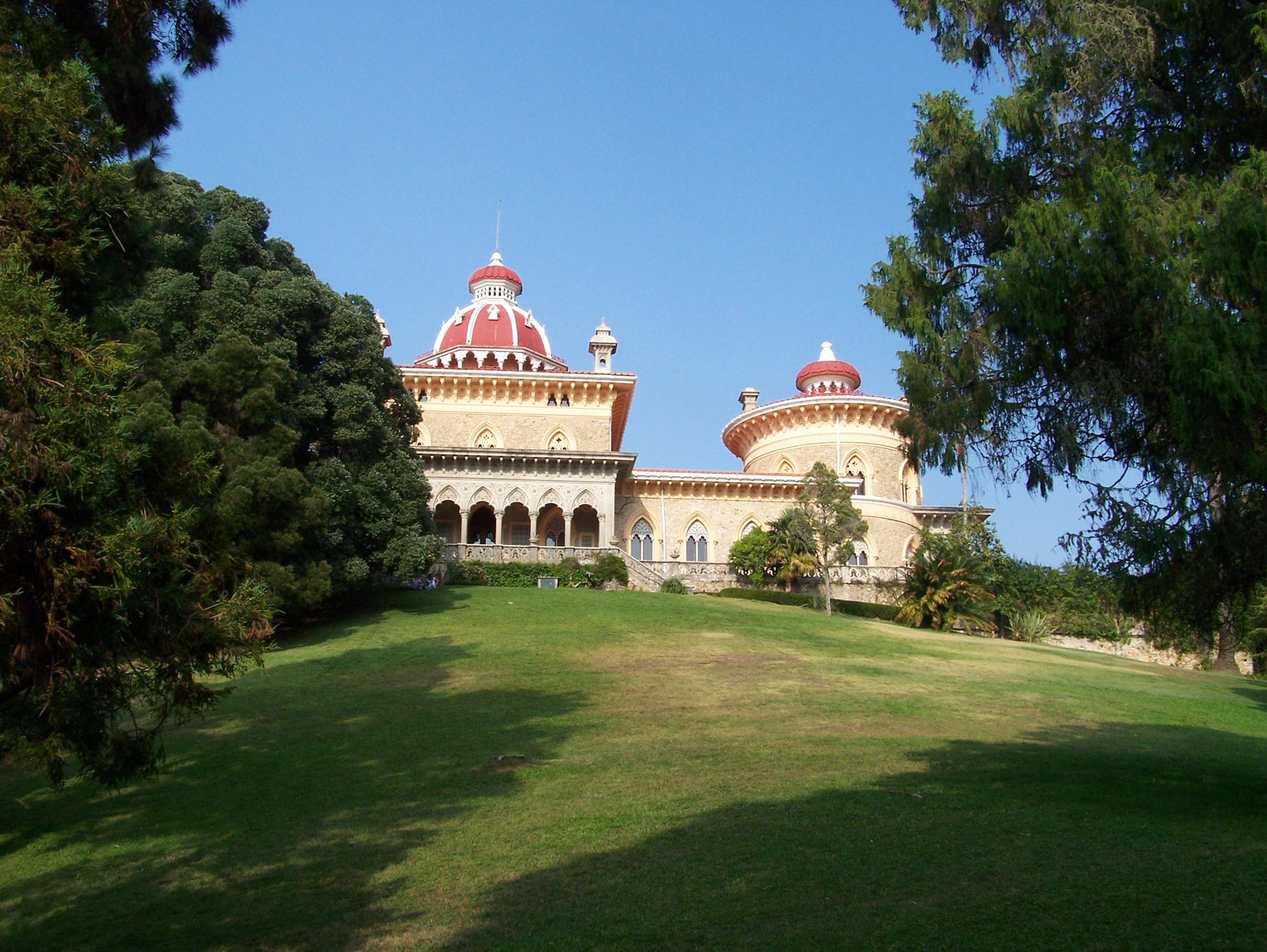
Дворец Бекфорда Монсеррате. Синтра, Португалия
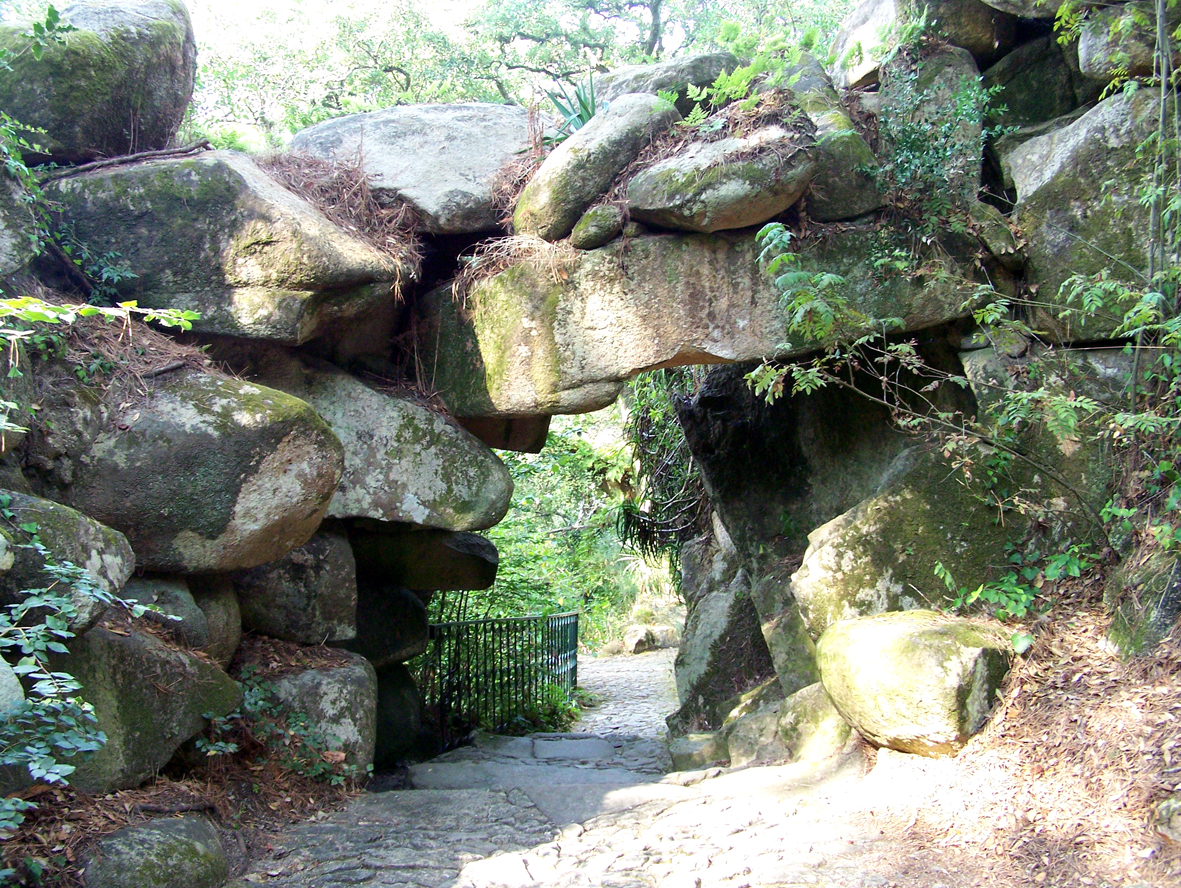
Дворец Монсеррате. «Арка Ватека»
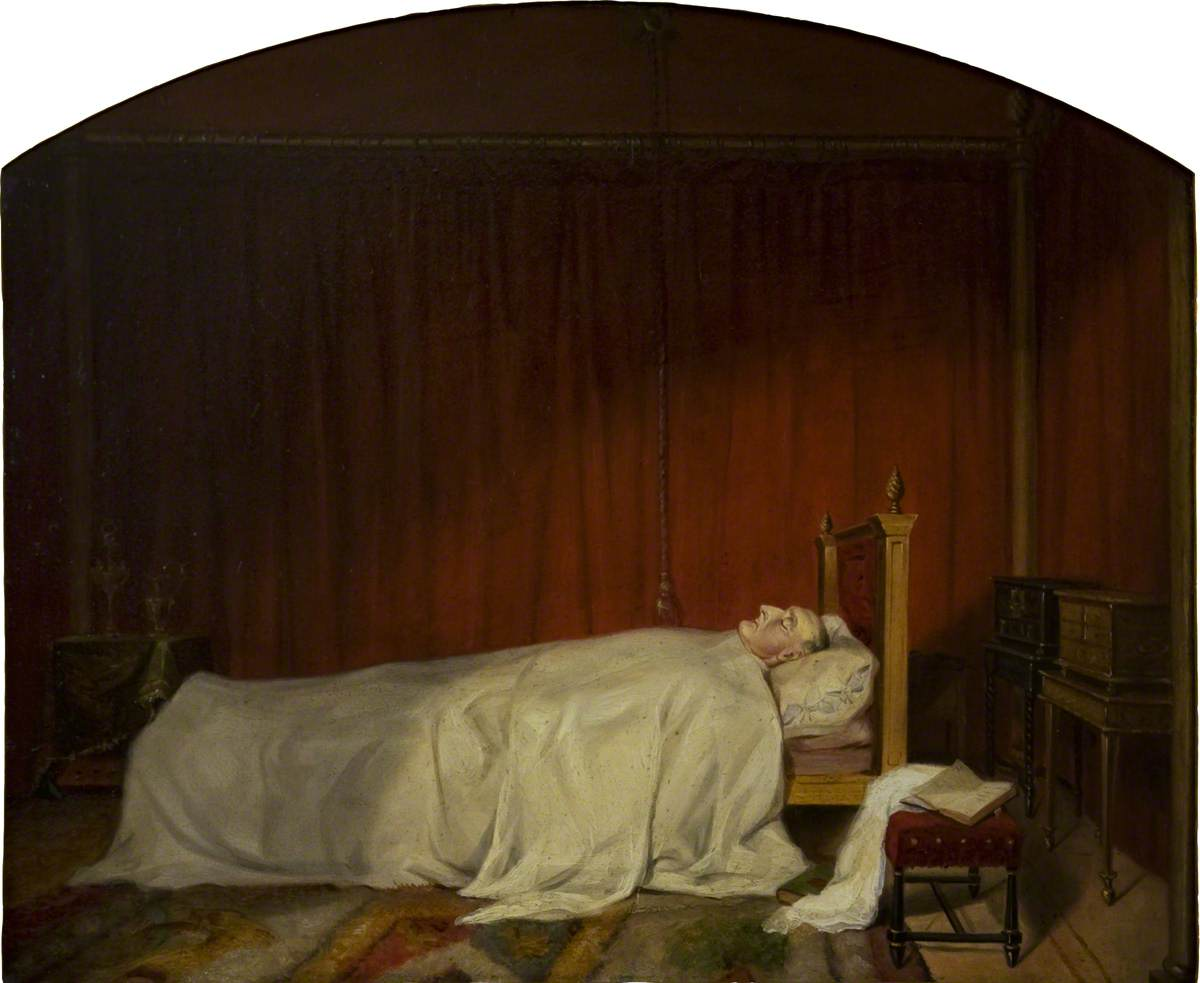
У. Бекфорд на смертном ложе. 1844. Дерево, масло. Замок Бродик, Англия

## Публикации на русском языке
- Калиф Ватек. — СПб., 1792. Без указания автора.
- Ватек / Пер. Б. Зайцева. — М., 1912; 2-е изд.: М., 1916.
- Уолпол Г. Замок Отранто — Казот Ж. Влюбленный дьявол — Бэкфорд У. Ватек. — Л.: Наука, 1967 (Литературные памятники)
- Комната с гобеленами: Английская готическая проза. — М.: Правда, 1991.
- М. Шелли. Франкенштейн. Г. Уолпол. Замок Отранто. Ж. Казот. Влюбленный дьявол. У. Бекфорд. Ватек. — М.: ЭКСМО, 2004.